# 蒂尼卡奇區
蒂尼卡奇區（西班牙語：Distrito de Tinicachi），是秘魯的一個區，位於該國東南部普諾大區的永古約省，始建於1984年12月28日，面積6.2平方公里，海拔高度3,852米，2007年人口1,490，人口密度每平方公里240人。